# Кхетрани
Кхетрани — Белуджская племя, язык арийской ветви, индоевропейской семьи языков. Язык распространен в пакистанской провинции Белуджистан, общее число носителей языка составляет 4 000 человек.
Некоторые лингвисты включают этот язык в гипотетическую группу Лахнда.